# Arjona (Spagna)
Arjona è un comune spagnolo di 5 698 abitanti situato nella comunità autonoma dell'Andalusia, provincia di Jaén, comarca di Campiña de Jaén.